# ライヴ・イン・クック・カウンティ・ジェイル
『ライヴ・イン・クック・カウンティ・ジェイル』（Live in Cook County Jail）は、アメリカ合衆国のブルース・ミュージシャン、B.B.キングが1970年に録音・1971年に発表したライブ・アルバム。1970年9月10日、イリノイ州シカゴのクック郡刑務所において、2,117人の囚人の前で行われた演奏が収録されている。

## 反響
アメリカの『ビルボード』では、総合アルバム・チャートのBillboard 200で25位に達し、R&Bアルバム・チャートでは、自身唯一の1位獲得を果たした。また、キングのアルバムとしては唯一、日本のオリコンLPチャート（1970年 - 1989年集計）でトップ100入りを果たし、94位を記録している。

## 評価
Cub Kodaはオールミュージックにおいて満点の5点を付け「キングのライブ・アルバムの王者といえば、なおも『ライヴ・アット・ザ・リーガル』だが、このレコードもそれに肉薄すると考える人々も多く、それは正しいと言えるだろう」と評している。また、ジョン・ランドーは1971年3月18日付の『ローリング・ストーン』誌のレビューにおいて「本作におけるギター・プレイは、彼のこれまでの演奏と同水準で、最初から最後まで好調である。また、12年にわたりキングのバンドのリーダーを務めてきたサニー・フリーマンのドラミングも、もう一つの聴き所となっている」と評している。
『ローリング・ストーン』誌が選出した「オールタイム・グレイテスト・ライブ・アルバム50」では40位となった。

## 収録曲
1. イントロダクション - Introductions – 1:52
2. エヴリデイ・アイ・ハヴ・ザ・ブルース - Every Day I Have the Blues (Peter Chatman) – 1:42
3. ハウ・ブルー・キャン・ユー・ゲット - How Blue Can You Get (Jane Feather) – 5:12
4. ウォーリー、ウォーリー - Worry, Worry (Davis Plumber, Jules Taub) – 9:56
5. スリー・オクロック・ブルース/ダーリン・ユー・ノウ・アイ・ラヴ・ユー - Medley: 3 O'Clock Blues/Darlin' You Know I Love You (Lowell Fulson/J. Taub, B.B. King) – 6:17
6. スウィート・シックスティーン - Sweet Sixteen (Joe Josea, B.B. King) – 4:22
7. スリル・イズ・ゴーン - The Thrill Is Gone (Roy Hawkins, Rick Darnell) – 5:28
8. プリーズ・アクセプト・マイ・ラヴ - Please Accept My Love (B.B. King, Sam Ling) – 4:01

## 参加ミュージシャン
- B.B.キング - ボーカル、ギター
- ロン・レヴィ - ピアノ
- ウィルバート・フリーマン - ベース
- サニー・フリーマン - ドラムス
- ジョン・ブラウニング - トランペット
- ルイス・ヒューバート - テナー・サクソフォーン
- ブッカー・ウォーカー - アルト・サクソフォーン